# Arquidiócesis de Cuenca
La arquidiócesis de Cuenca (en latín: Archidioecesis Conchensis in Aequatore) es una circunscripción eclesiástica de la Iglesia católica en Ecuador. Se trata de una arquidiócesis latina, sede metropolitana de la provincia eclesiástica de Cuenca. Desde el 20 de junio de 2016 su arzobispo es Marcos Aurelio Pérez Caicedo.

## Territorio y organización
La arquidiócesis tiene 8010 km² y extiende su jurisdicción sobre los fieles católicos de rito latino residentes en la provincia de Azuay.

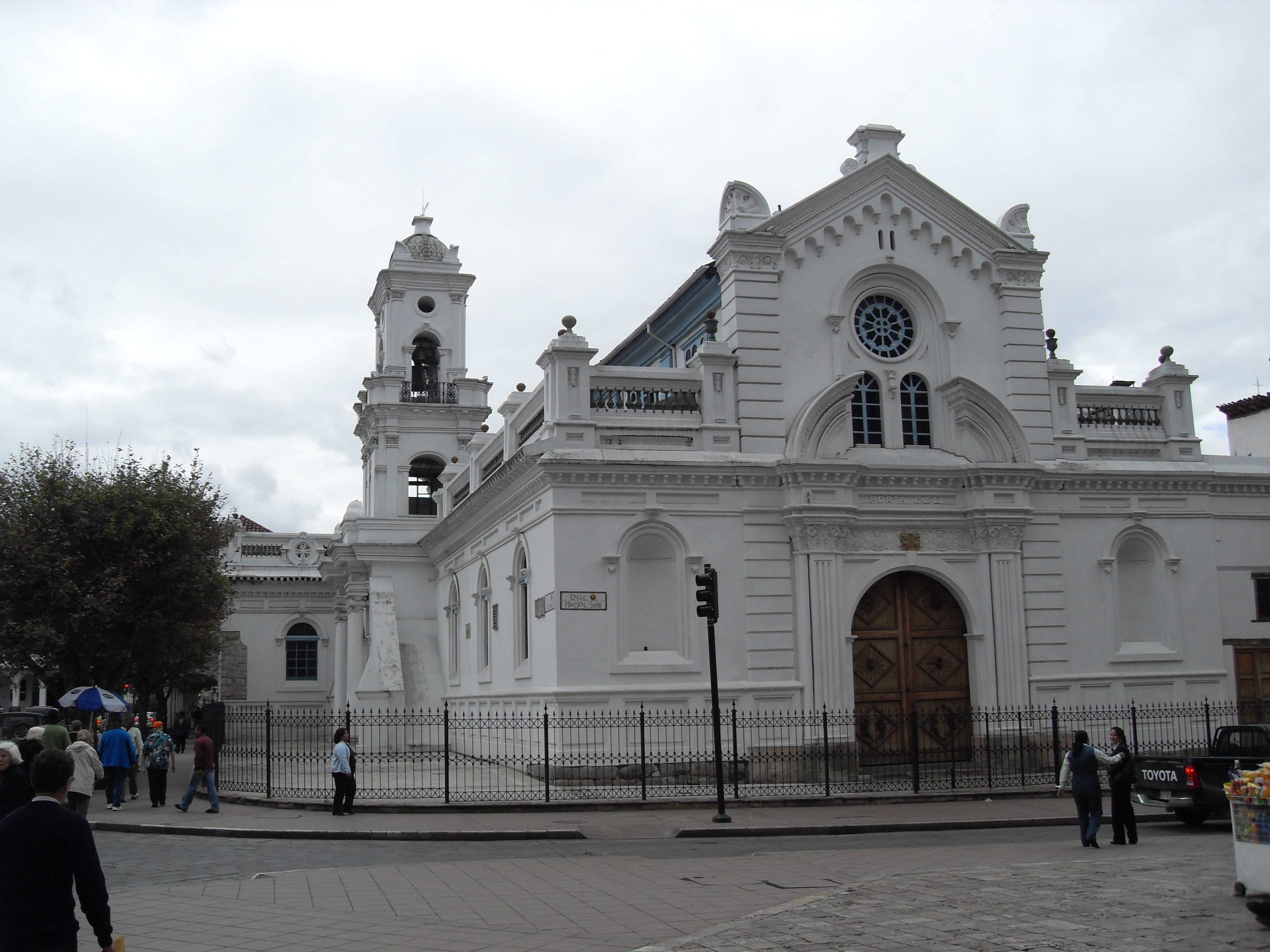
Excatedral del Sagrario, en Cuenca

La sede de la arquidiócesis se encuentra en la ciudad de Cuenca, en donde se halla la Catedral de la Inmaculada Concepción, la excatedral del Sagrario (hoy Museo de Arte Religioso) y la basílica de la Santísima Trinidad. En Gualaceo se halla la basílica de Nuestra Señora del Perpetuo Socorro.

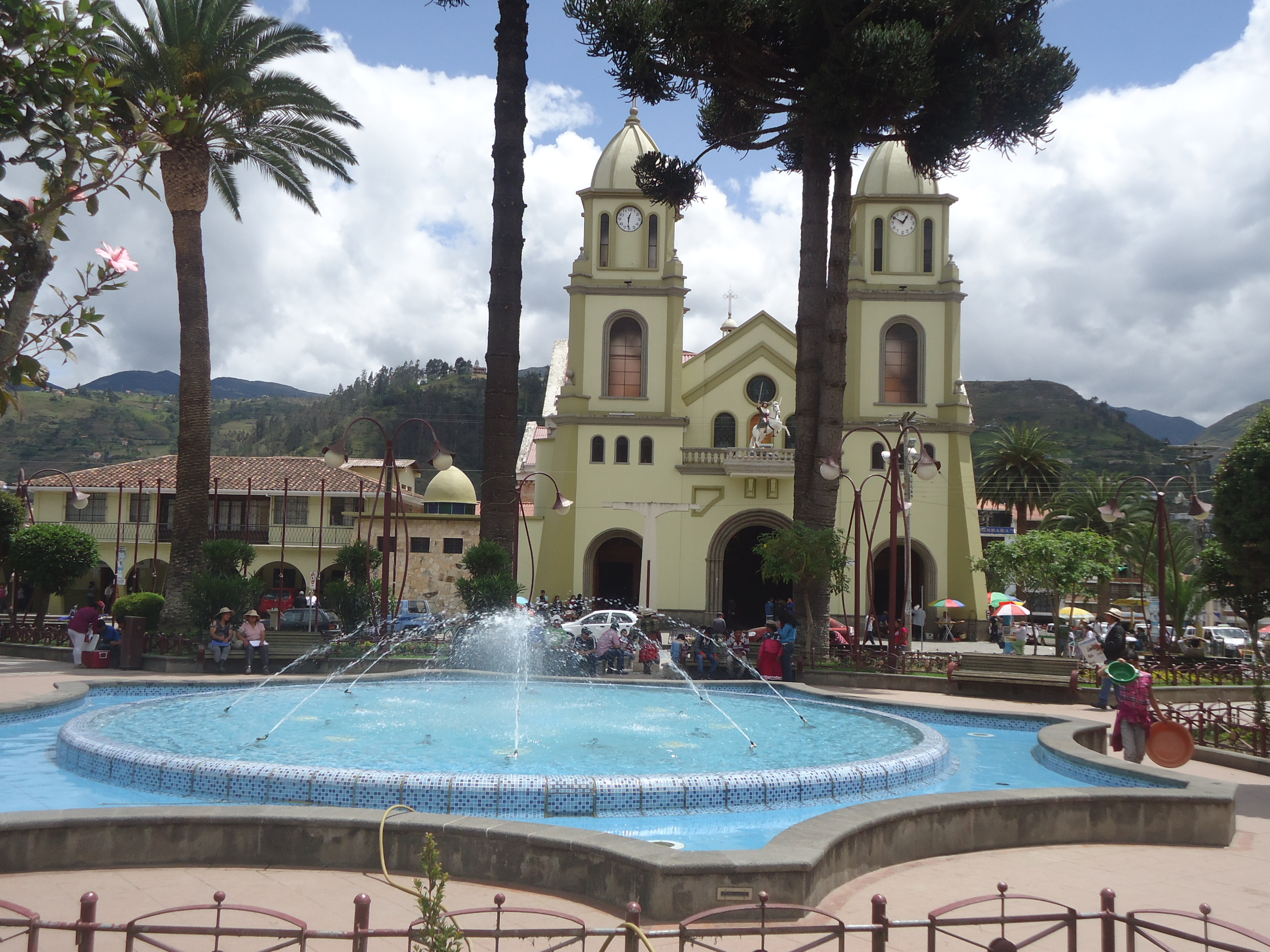
Basílica de Nuestra Señora del Perpetuo Socorro, en Gualaceo

La arquidiócesis tiene como sufragáneas a las diócesis de: Azogues, Loja y Machala.

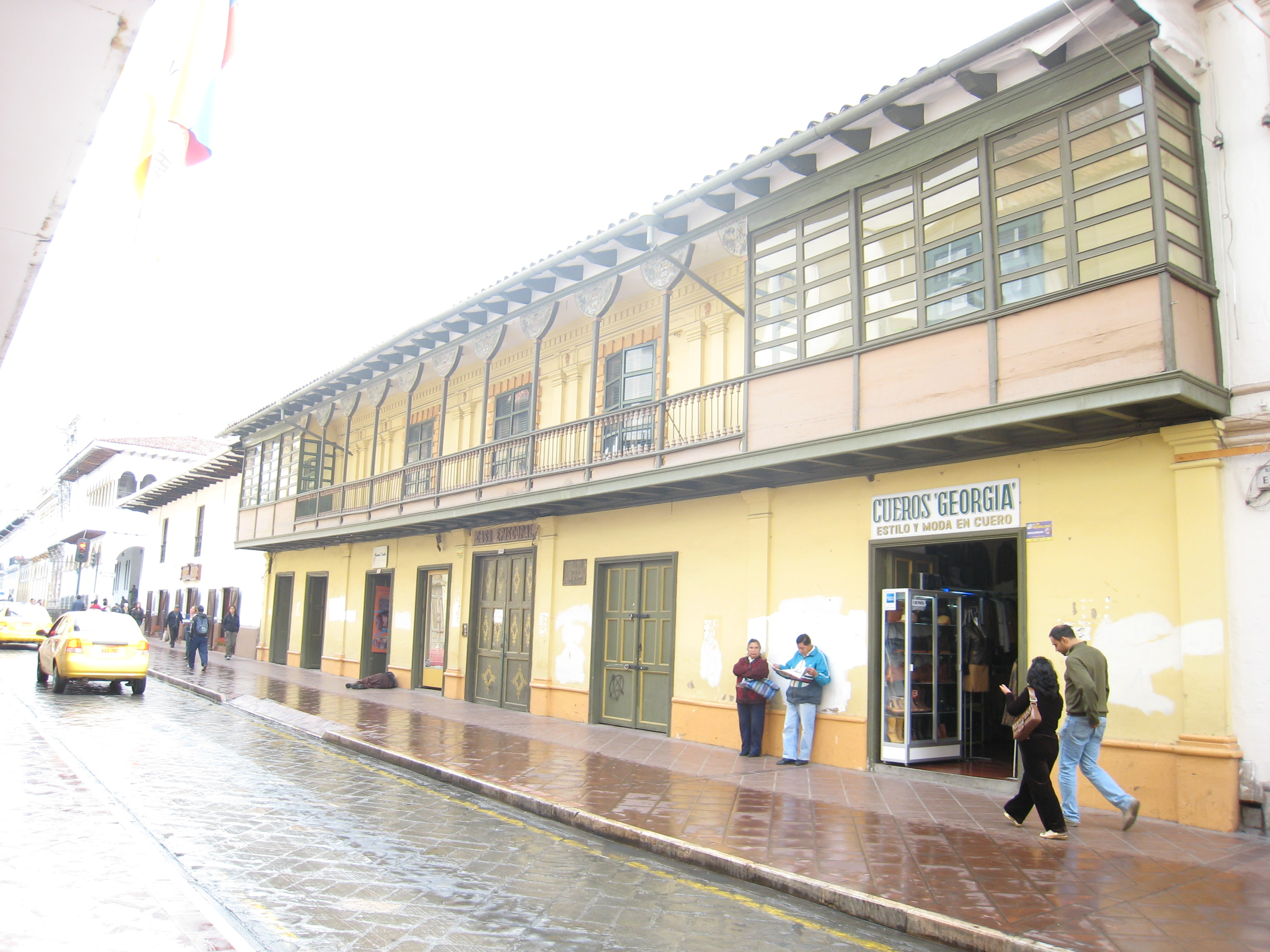
Palacio archiepiscopal, en Cuenca

En 2021 en la arquidiócesis existían 83 parroquias agrupadas en 4 vicarías zonales: Urbana, Suburbana, Oriental y del Sur.

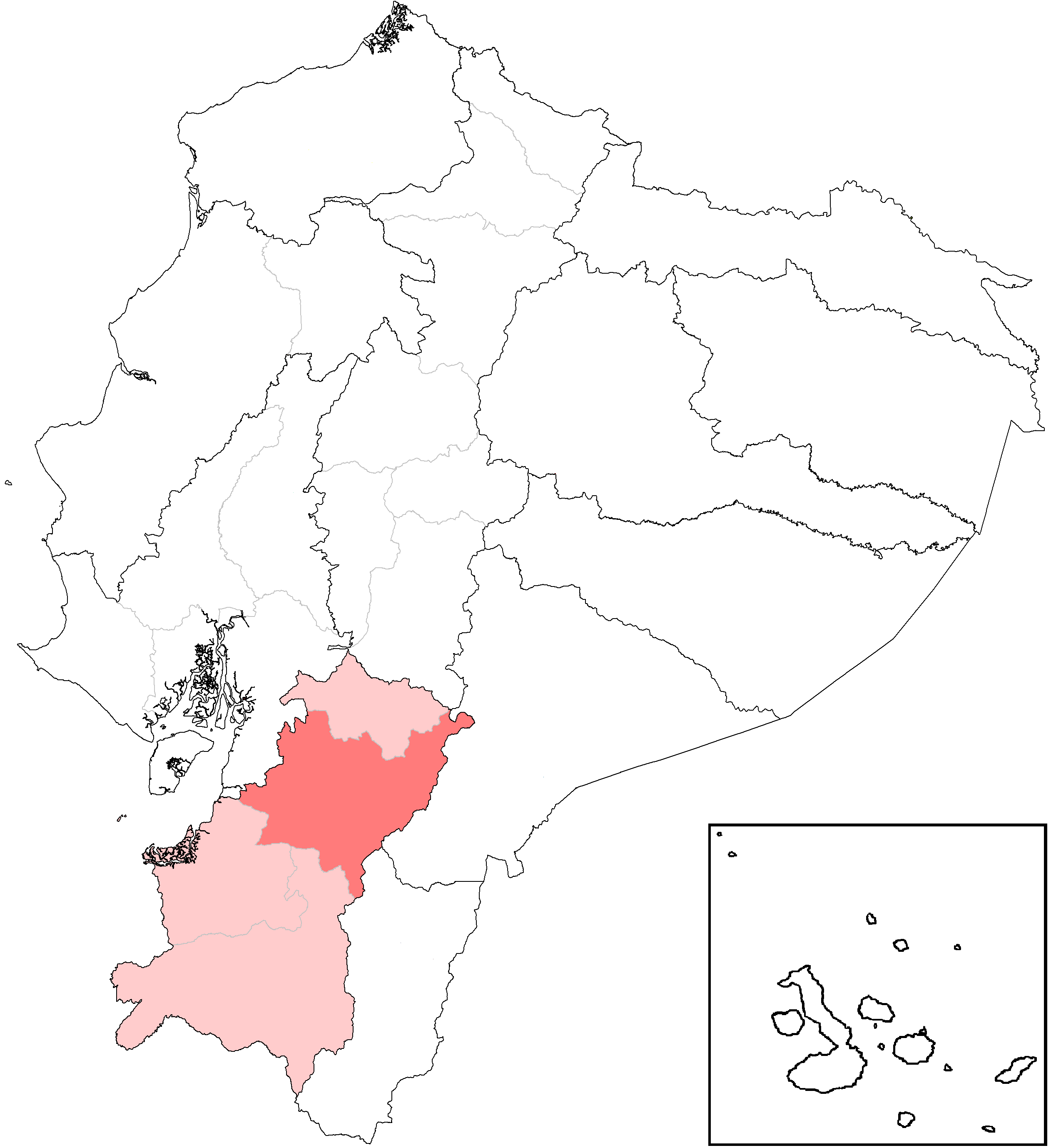
Mapa de la provincia eclesiástica de Cuenca

## Historia

### Antecedentes
Mientras tuvo vigencia el gobierno español, durante la Colonia, la Iglesia estuvo estrechamente ligada a las políticas y leyes emanadas de la monarquía española, bajo la responsabilidad del patronato regio. El cabildo de la ciudad de Cuenca empezó a cumplir sus obligaciones patronales a partir del 21 de agosto de 1557, designando al mayordomo de la santa Iglesia, encargado de: cubrir los gastos del culto religioso; la construcción del edificio de la iglesia y la administración de los bienes eclesiásticos. 
El virrey Andrés Hurtado de Mendoza, marqués de Cañete, hizo merced de 1000 pesos para que se empezara a construir la iglesia mayor, en vista de que todavía no contaba con las rentas provenientes de diezmos.

### Diócesis
La diócesis de Cuenca fue erigida el 16 de enero de 1769 por el papa Clemente XIII, mediante una bula confirmada por el rey Carlos III de España por una real cédula dada en Aranjuez el 13 de junio de 1773, obteniendo el territorio de la diócesis de Quito (hoy arquidiócesis de Quito). Originalmente fue sufragánea de la arquidiócesis de Lima. El primer obispo de Cuenca fue José de Carrión y Marfil, quien fue elegido el 18 de diciembre de 1786. La antigua iglesia matriz fue erigida como catedral de la diócesis.
El 28 de mayo de 1803 cedió una porción de su territorio (correspondiente a parte de la Comandancia General de Maynas) para la erección de la diócesis de Maynas (hoy diócesis de Chachapoyas).
El 29 de enero de 1837 cedió una porción de su territorio para la erección de la diócesis de Guayaquil (hoy arquidiócesis de Guayaquil) mediante la bula In supremo beati del papa Gregorio XVI.
De 1818 a 1848 la sede estuvo vacante de facto debido al reclamo del gobierno republicano de ejercer el derecho de patronato. Los obispos elegidos por la Santa Sede no pudieron ejercer el gobierno de la diócesis. Desde 1838 el gobierno había impuesto para la diócesis de Cuenca a Pedro Antonio Torres, quien fue elegido obispo recién en 1843, pero dimitió al año siguiente. En 1847 el gobierno propuso a José Manuel De Plaza, quien fue elegido obispo en 1848.
El 13 de enero de 1848 la diócesis de Cuenca pasó a formar parte de la provincia eclesiástica de la arquidiócesis de Quito.
El 29 de diciembre de 1862 cedió otra porción de su territorio para la erección de la diócesis de Loja.
En 1890 el obispo Miguel León Garrido fue suspendido canónicamente del gobierno de la diócesis, porque con una actitud intransigente que parecía anacrónica había provocado un escándalo, llegando a excomulgar al presidente de la república.

### Arquidiócesis
El 9 de abril de 1957 la sede de Cuenca fue elevada al rango de arquidiócesis metropolitana con la bula Quasi mater del papa Pío XII, al conmemorarse los 400 años de la fundación de la Cuenca, con la aprobación del presidente Camilo Ponce Enríquez. Manuel de Jesús Serrano Abad, quién se desempeñaba como obispo de Cuenca, pasó a ser el primer arzobispo.
El 29 de diciembre de 1957, en virtud del decreto Maiori animarum de la Congregación Consistorial, cedió a la diócesis de Riobamba el territorio correspondiente a los cantones de Alausí y Chunchi de la provincia de Chimborazo.
El 26 de junio de 1968 cedió otra porción de su territorio para la erección de la diócesis de Azogues mediante la bula Quo magis Christi fidelium del papa Pablo VI.

## Estadísticas
Según el Anuario Pontificio 2022 la arquidiócesis tenía a fines de 2021 un total de 727 484 fieles bautizados.
| Año                                                                             | Población | Población | Población      | Sacerdotes | Sacerdotes | Sacerdotes | Católicos por sacerdote | Diáconos permanentes | Religiosos | Religiosos | Parroquias y cuasiparroquias |
| Año                                                                             | Católicos | Total     | % de católicos | Total      | Diocesanos | Regulares  | Católicos por sacerdote | Diáconos permanentes | Masculinos | Femeninos  | Parroquias y cuasiparroquias |
| ------------------------------------------------------------------------------- | --------- | --------- | -------------- | ---------- | ---------- | ---------- | ----------------------- | -------------------- | ---------- | ---------- | ---------------------------- |
| 1950                                                                            | 498 000   | 500 000   | 99.6           | 156        | 104        | 52         | 3192                    |                      | 47         | 200        | 64                           |
| 1966                                                                            | 370 000   | 381 602   | 97.0           | 156        | 91         | 65         | 2371                    |                      | 134        | 352        | 58                           |
| 1970                                                                            | 450 750   | 450 758   | 100.0          | 121        | 70         | 51         | 3725                    |                      | 72         | 293        | 48                           |
| 1976                                                                            | 364 952   | 365 704   | 99.8           | 102        | 54         | 48         | 3577                    |                      | 56         | 307        | 57                           |
| 1980                                                                            | 368 239   | 369 895   | 99.6           | 102        | 52         | 50         | 3610                    |                      | 59         | 219        | 58                           |
| 1990                                                                            | 600 000   | 645 000   | 93.0           | 111        | 52         | 59         | 5405                    |                      | 101        | 344        | 64                           |
| 1999                                                                            | 608 000   | 653 000   | 93.1           | 105        | 64         | 41         | 5790                    |                      | 100        | 366        | 71                           |
| 2000                                                                            | 619 000   | 665 000   | 93.1           | 118        | 65         | 53         | 5245                    | 5                    | 86         | 366        | 71                           |
| 2001                                                                            | 590 900   | 635 400   | 93.0           | 125        | 73         | 52         | 4727                    | 8                    | 94         | 324        | 70                           |
| 2002                                                                            | 627 000   | 660 000   | 95.0           | 112        | 72         | 40         | 5598                    | 8                    | 63         | 277        | 70                           |
| 2003                                                                            | 570 000   | 599 546   | 95.1           | 114        | 75         | 39         | 5000                    | 6                    | 63         | 271        | 74                           |
| 2004                                                                            | 595 388   | 626 250   | 95.1           | 120        | 78         | 42         | 4961                    | 6                    | 59         | 319        | 75                           |
| 2006                                                                            | 604 000   | 635 000   | 95,1           | 118        | 79         | 39         | 5118                    | 6                    | 53         | 245        | 78                           |
| 2013                                                                            | 670 000   | 705 000   | 95.0           | 104        | 75         | 29         | 6442                    | 11                   | 63         | 269        | 81                           |
| 2016                                                                            | 587 250   | 753 500   | 77.9           | 83         | 77         | 6          | 7075                    | 11                   | 33         | 250        | 81                           |
| 2019                                                                            | 606 800   | 778 600   | 77.9           | 120        | 75         | 45         | 5056                    | 10                   | 54         | 159        | 82                           |
| 2021                                                                            | 727 484   | 909 356   | 80.0           | 117        | 71         | 46         | 6217                    | 9                    | 60         | 174        | 83                           |
| Fuente: Catholic-Hierarchy, que a su vez toma los datos del Anuario Pontificio. |           |           |                |            |            |            |                         |                      |            |            |                              |

## Episcopologio
Últimos tres arzobispos de Cuenca:
| Foto | Escudo | Titular                              | Período                      | Período                  | Fin del cargo (razón)           |
| Foto | Escudo | Titular                              | Inicio                       | Fin                      | Fin del cargo (razón)           |
| ---- | ------ | ------------------------------------ | ---------------------------- | ------------------------ | ------------------------------- |
|      |        | Vicente Rodrigo Cisneros Durán †     | 15 de febrero de 2000        | 20 de abril de 2009      | Retirado                        |
|      |        | Luis Gerardo Cabrera Herrera, O.F.M. | 20 de abril de 2009          | 24 de septiembre de 2015 | Nombrado arzobispo de Guayaquil |
|      |        | Marcos Aurelio Pérez Caicedo         | Desde el 20 de junio de 2016 |                          |                                 |